# Edwin Mulandu
Edwin Mulandu (Mufulira, 15 luglio 1969) è un vescovo cattolico zambiano, dal 24 aprile 2021 vescovo di Mpika.

## Biografia
Nasce a Mufulira, capoluogo distrettuale nella diocesi di Ndola, il 15 luglio 1969.

### Formazione e ministero sacerdotale
Dopo l'anno propedeutico, frequentato presso l'Emmaus Spirituality Centre, continua gli studi presso il seminario maggiore Sant'Agostino di Mpika, dove ottiene il diploma, per poi ricevere il baccalaureato presso il seminario maggiore San Domenico di Lusaka.
Il 4 agosto 2001 è ordinato presbitero.
Dopo l'ordinazione è vicario parrocchiale della parrocchia di Masala. Sempre nel 2001 viene nominato economo della diocesi di Ndola; dal 2004 è anche parroco presso la cattedrale di Cristo Re di Ndola.
Lasciati questi incarichi, dal 2005 è a Dublino per un corso BPP Professional; ritorna in patria nel 2007.
Nel 2007 è nominato parroco della parrocchia di San Michele in Kalulushi (fino al 2010) e nello stesso anno economo e docente della Zambia Catholic University; ricopre questi incarichi fino al 2013.
Dal 2013 al 2015 è invece parroco della parrocchia di San Pietro di Kitwe.
Nel 2014 è nominato vicario foraneo del decanato di Kamfinsa. Diventa contemporaneamente membro del Consiglio presbiterale e del Collegio dei consultori della diocesi di Ndola.
Dal 2015 fino alla nomina episcopale è direttore nazionale delle Pontificie Opere Missionarie in Zambia.

### Ministero episcopale
Il 24 aprile 2021 papa Francesco lo nomina vescovo di Mpika; succede a Justin Mulenga, deceduto il 20 marzo 2020. Il 3 luglio seguente riceve l'ordinazione episcopale, nella cattedrale di Gesù Bambino a Lusaka, dall'arcivescovo Gianfranco Gallone, coconsacranti gli arcivescovi Ignatius Chama e Alick Banda. Il 10 luglio prende possesso della diocesi.

## Genealogia episcopale
La genealogia episcopale è:
- Cardinale Scipione Rebiba
- Cardinale Giulio Antonio Santori
- Cardinale Girolamo Bernerio, O.P.
- Arcivescovo Galeazzo Sanvitale
- Cardinale Ludovico Ludovisi
- Cardinale Luigi Caetani
- Cardinale Ulderico Carpegna
- Cardinale Paluzzo Paluzzi Altieri degli Albertoni
- Papa Benedetto XIII
- Papa Benedetto XIV
- Papa Clemente XIII
- Cardinale Bernardino Giraud
- Cardinale Alessandro Mattei
- Cardinale Pietro Francesco Galleffi
- Cardinale Giacomo Filippo Fransoni
- Cardinale Antonio Saverio De Luca
- Arcivescovo Gregor Leonhard Andreas von Scherr, O.S.B.
- Arcivescovo Friedrich von Schreiber
- Arcivescovo Franz Joseph von Stein
- Arcivescovo Joseph von Schork
- Vescovo Ferdinand von Schlör
- Arcivescovo Johann Jakob von Hauck
- Vescovo Ludwig Sebastian
- Cardinale Joseph Wendel
- Arcivescovo Josef Schneider
- Vescovo Josef Stangl
- Papa Benedetto XVI
- Cardinale Pietro Parolin
- Arcivescovo Gianfranco Gallone
- Vescovo Edwin Mulandu